# Ladislav Prášil
Ladislav Prášil (República Checa, 17 de mayo de 1990) es un atleta checo especializado en la prueba de lanzamiento de peso, en la que consiguió ser medallista de bronce europeo en pista cubierta en 2015.

## Carrera deportiva
En el Campeonato Europeo de Atletismo en Pista Cubierta de 2015 ganó la medalla de bronce en el lanzamiento de peso, llegando hasta los 20.66 metros, tras el alemán David Storl (oro con 21.23 metros) y el serbio Asmir Kolašinac (plata con 20.90 metros).